# Fabio Menta
Fabio Menta (Siracusa, 1º gennaio 1962) è un ex pallavolista e allenatore di pallavolo italiano.
È stato giocatore di posto 4 nel Cus Siena di Serie A-2 dal 1980 al 1983, prima che un infortunio al tendine rotuleo ponesse fine alla sua carriera in campo. Ha esordito come allenatore nel 1996 alla guida della squadra femminile delle Sunburners di Nassau. Con un record di 14 vittorie e 3 sconfitte ha conquistato il titolo di vicecampione delle Bahamas.
Nel 1997, ha assunto il ruolo di allenatore/giocatore dei Texaco Stars di Nassau e con un record di 22 vittorie e 5 sconfitte si è laureato vicecampione delle Bahamas. Nel 1998, la B.V.F (Bahamas Volleyball Federation) gli affida la Nazionale Femminile (fonte La Gazzetta dello Sport). Nel 1999, nuovamente con i Texaco Stars, si laurea Campione Nazionale battendo nelle Championship Series per 4-3 i Technicians di Nassau. Nel 2000, collabora, in un programma di scambio, con le nazionali cubane mentre è alla guida della squadra femminile juniores, Caffè dell'Opera Diablos, con cui sconfigge 3-1 la nazionale prejuniores di Cuba. Su invito della Federazione Cubana, siede sulla panchina della Nazionale Caraibica come assistente allenatore per una partita amichevole, in Italia, contro la Rio Marsì di Palermo. Nel 2000-01 è nuovamente a capo della nazionale femminile delle Bahamas. Nel 2003-04, in Italia, allena la Tecnoservice Siracusa, in Serie B1. Nel 2004-05, assume il ruolo di Direttore Tecnico del Gravina di Catania (C).
Nel 2005-2006, siede sulla panchina dell'Arenella Resort Siracusa (B2). Nel 2006-07, assume in corsa la guida del Rovigo (B2) portandolo con 7 vittorie consecutive dal nono al secondo posto. Nello stesso anno, l'imbattibilità gli apre le porte della LNA Svizzera dove, alla guida della Ticinocom di Bellinzona, qualifica la squadra ai play-off scudetto, prima di essere eliminato nelle Championship Series (2-0) dal Volero Zurigo, il mese dopo finalista di Champions' League.
Nella stagione 2008-09 esordisce nella Sigger Viterbo di B1, dove rimane appena una partita (sconfitta al tie-break a Trevi). A novembre, rimpiazza l'allenatore della Punto 4 Reggio Emilia e, con un record di 7 vittorie (San Casciano, Casale, Busnago, Forlì, Verona, San Donà e San Severino) e 2 sconfitte (entrambe al tie-break contro Santa Croce e Carpi), porta la squadra in zona play-offs e alle finali di Coppa Italia B1. Il 1º febbraio 2009, conquista il terzo posto e la medaglia di bronzo nella Final Four di Coppa Italia.
Il 26 settembre 2010, la C.I.V.A. (Cook Islands Volleyball Association) lo nomina Allenatore Capo del Programma Tecnico Nazionale, in vista dei South Pacific Games 2011 in Nuova Caledonia (Oceania).
Nell'aprile 2012, diventa Direttore Tecnico del programma giovanile dell'A.S.D. De Gasperi Potenza, allenando le squadre under 14,16 e 18, e la Serie C in cui lancia esordienti dai 13 ai 16 anni.
A maggio del 2015, la nuova Federazione Pallavolo delle Isole Cook (CIVF), nella persona del Presidente Hugh Graham, richiede al Presidente della FIVB, Dottor Ary Graça, che approva e sottoscrive il curriculum di Fabio Menta, e al Comitato Olimpico Internazionale, il suo ritorno sull'isola polinesiana grazie ai fondi di Solidarietà per sviluppare un progetto giovanile che ponga la nazione nel ranking FIVB (fonte C.I.V.F.). Il contratto lo vede inoltre assumere la responsabilità del programma di Beach Volleyball. Su richiesta della Oceania Volleyball Association, diventa Arbitro Internazionale di Beach Volleyball nel novembre del 2015 e dirige numerosi incontri della Continental Cup 2015-2016, degli Oceania Games 2016, e la Finale terzo e quarto posto della Oceania Eastern Zone.
Nel 2016, la FIVB lo nomina Istruttore Internazionale di Pallavolo e gli affida un corso Grassroot per allenatori di Beach Volleyball a Majuro, nelle Isole Marshall, dove certifica 25 nuovi tecnici (fonte FIVB website).
Qualificata la Nazionale Maschile alle Semifinali di zona per le Olimpiadi di Rio 2016, nel mese di maggio, si piazza quinto a Kalasin, Thailandia, dietro Iran, Cina, Oman e Thailandia. Nel mese di luglio, la Foton Tornadoes Manila, campione nazionale delle Filippine gli affida la panchina per guidare la squadra durante la fase finale del campionato asiatico per club, che si disputa a Manila dal 3 all'11 settembre del 2016 alla Mall of Asia Arena. La fase finale del campionato asiatico vede la partecipazione delle squadre campioni nazionali di Cina, Giappone, Thailandia, Vietnam, Iran, Malesia, Indonesia, Corea del Nord, Hong Kong, Taiwan, Turkmenistan, Kazakhistan e Filippine in un torneo a gironi.
Dal 2022 è allenatore dell'Hobby Ace in Mongolia e a seguire dell'Oriveden Ponnistus in Finlandia